# Osaka International
Die Osaka International, auch Osaka Satellite oder Osaka International Challenge betitelt, sind offene japanische internationale Meisterschaften im Badminton. Mit der Austragung dieser Meisterschaft neben den Japan Open wird der Bedeutung der Sportart Badminton im Land und international Rechnung getragen.

## Die Sieger
| Jahr      | Herreneinzel               | Dameneinzel                | Herrendoppel                        | Damendoppel                      | Mixed                             |
| --------- | -------------------------- | -------------------------- | ----------------------------------- | -------------------------------- | --------------------------------- |
| 2007      | Sho Sasaki                 | Eriko Hirose               | Han Sang-hoon Cho Gun-woo           | Aki Akao Tomomi Matsuda          | Keita Masuda Miyuki Maeda         |
| 2008      | Koichi Saeki               | Megumi Taruno              | Kwon Yi-goo Ko Sung-hyun            | Kumiko Ogura Reiko Shiota        | Kwon Yi-goo Ha Jung-eun           |
| 2009      | Lee Cheol-ho               | Ai Goto                    | Yoshiteru Hirobe Hajime Komiyama    | Misaki Matsutomo Ayaka Takahashi | Hsieh Yu-hsing Chien Yu-chin      |
| 2010      | Sho Sasaki                 | Wang Rong                  | Hirokatsu Hashimoto Noriyasu Hirata | Mizuki Fujii Reika Kakiiwa       | Kenichi Hayakawa Shizuka Matsuo   |
| 2011      | Keigo Sonoda               | Minatsu Mitani             | Takatoshi Kurose Keigo Sonoda       | Miri Ichimaru Shiho Tanaka       | Takeshi Kamura Koharu Yonemoto    |
| 2012      | Kazumasa Sakai             | Sayaka Takahashi           | Takeshi Kamura Keigo Sonoda         | Rie Eto Yu Wakita                | Ricky Widianto Richi Puspita Dili |
| 2013      | Kazuteru Kozai             | Kaori Imabeppu             | Kenta Kazuno Kazushi Yamada         | Rie Eto Yu Wakita                | Lukhi Apri Nugroho Annisa Saufika |
| 2014      | Ng Ka Long                 | Yui Hashimoto              | Kenta Kazuno Kazushi Yamada         | Shizuka Matsuo Mami Naito        | Muhammad Rizal Vita Marissa       |
| 2015      | Jeon Hyeok-jin             | Sayaka Takahashi           | Kenta Kazuno Kazushi Yamada         | Chen Qingchen Jia Yifan          | Kim Duk-young Eom Hye-won         |
| 2016      | nicht ausgetragen          | nicht ausgetragen          | nicht ausgetragen                   | nicht ausgetragen                | nicht ausgetragen                 |
| 2017      | Yu Igarashi                | Sayaka Takahashi           | Wang Sijie Zhuge Lukai              | Kim So-young Yoo Hae-won         | Wang Sijie Ni Bowen               |
| 2018      | Yu Igarashi                | Ayumi Mine                 | Hirokatsu Hashimoto Hiroyuki Saeki  | Naoko Fukuman Kurumi Yonao       | Kim Won-ho Lee Yu-rim             |
| 2019      | Koki Watanabe              | Saena Kawakami             | Ko Sung-hyun Shin Baek-cheol        | Sayaka Hobara Natsuki Sone       | Kim Won-ho Jeong Na-eun           |
| 2020 2022 | nicht ausgetragen          | nicht ausgetragen          | nicht ausgetragen                   | nicht ausgetragen                | nicht ausgetragen                 |
| 2023      | Yushi Tanaka               | Shiori Saito               | Hiroki Midorikawa Kyohei Yamashita  | Lee Yu-lim Shin Seung-chan       | Wang Chan Shin Seung-chan         |
| 2024      | abgesagt, nicht verlängert | abgesagt, nicht verlängert | abgesagt, nicht verlängert          | abgesagt, nicht verlängert       | abgesagt, nicht verlängert        |